# OnlyFans
OnlyFans es una plataforma de suscripción británica con sede en Londres, que permite a los creadores de contenido monetizar su trabajo directamente de sus seguidores, denominados «fanes», a través de suscripciones mensuales, pagos únicos o pago por visión. Aunque es popular entre trabajadoras sexuales, la plataforma también acoge a una amplia gama de creadores de otros ámbitos,  como chefs, entrenadores personales, músicos, terapeutas y expertos en fitness.
La plataforma ha sido objeto de controversia en algunos sectores de la prensa, que la han descrito como un facilitador de la prostitución virtual. Además, ha enfrentado críticas por alojar contenido de violencia sexual, aunque según un informe del National Center on Sexual Exploitation de Estados Unidos, los incidentes son significativamente menos frecuentes en comparación con otros sitios como Facebook. En respuesta a una investigación del Congreso de los Estados Unidos en 2021, OnlyFans anunció que prohibiría el contenido pornográfico a partir de octubre de 2021, citando presiones de compañías de tarjetas de crédito. Sin embargo, esta decisión fue revocada apenas seis días después. Hoy, OnlyFans sigue siendo un importante espacio digital con dos millones de creadores de contenido y una comunidad de 130 millones de usuarios.

## Modelo de negocio
El suscriptor de un creador de contenido puede ver sus publicaciones a cambio de una tarifa mensual. OnlyFans paga al creador el 80 % de las tarifas cobradas, y retiene el 20 % restante. Después de las tarifas comerciales y de procesamiento, la participación de la compañía es de alrededor del 12 %. OnlyFans es clasificado dentro de la «gig economy».

## Historia
OnlyFans se lanzó en noviembre de 2015 por Fenix International Limited como una plataforma web que proporciona clips y fotos de creadores por una tarifa de suscripción mensual. En octubre de 2018, Leonid Radvinsky, empresario ucraniano estadounidense y propietario de MyFreeCams, adquirió el 75 % de la propiedad de Fenix International, convirtiéndose en director general en noviembre de 2018. 
En mayo de 2019, OnlyFans introdujo como medida de seguridad que los creadores deban proporcionar una foto con su identificación para demostrar que pertenece al titular de la cuenta. En junio de 2020 el sitio tenía más de 24 millones de usuarios registrados y afirmó pagar $725 millones de dólares a alrededor de 450 000 creadores de contenido. El fundador Tim Stokely afirmó que «el sitio recibe alrededor de 200 000 nuevos usuarios cada 24 horas y entre 7 000 y 8 000 nuevos creadores de contenido se suman cada día». Durante este periodo, OnlyFans anunció una asociación con el programa Demon Time para crear un club nocturno virtual utilizando su función en vivo de doble pantalla.
En enero de 2020, Kaylen Ward de 20 años de edad recaudó más de un millón de dólares en contribuciones de caridad durante la temporada de incendios forestales de Australia 2019-2020. OnlyFans se asoció con ella en su primera causa benéfica, lo cual inició una tendencia entre creadores de contenido que han recaudado para eventos de caridad a través de sus cuentas.
En diciembre de 2020, OnlyFans llegó a cien millones de usuarios registrados y tenía más de un millón y medio de creadores activos.

## Controversias

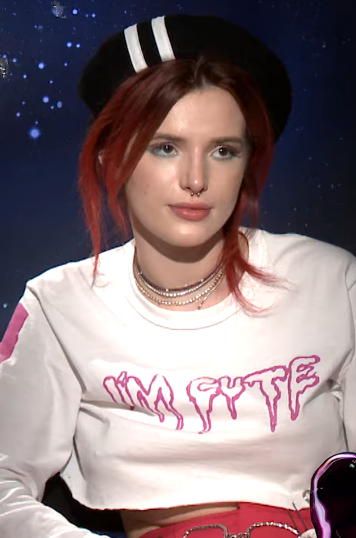
La actriz Bella Thorne generó una reacción negativa entre las trabajadoras sexuales de la plataforma.

En julio de 2020, Sky News publicó un reporte sobre la evasión de impuestos de OnlyFans en sus tres años de operación.  En 2023 el Tribunal de Justicia de la Unión Europea decidió que el 100% de la empresa debe abonar el IVA de todos los ingresos que perciba, sean propios o ajenos.
La actriz Bella Thorne estableció un récord en OnlyFans tras ganar más de un millón de dólares dentro de las primeras 24 horas de unirse a la plataforma en agosto de 2020, y más de dos millones de dólares en menos de una semana. Sus actividades provocaron controversia después de que presuntamente prometiera fotos de desnudos, pero en su lugar proporcionó fotografías vestida con lencería, provocando una gran cantidad de devoluciones de cargo. Tras la debacle, se introdujeron restricciones que limitaban la cantidad que otros creadores de la plataforma podían cobrar y la rapidez con la que podía pagárseles. Las acciones de Thorne provocaron reacciones negativas entre trabajadoras sexuales, quienes sintieron que Thorne estaba apropiándose egoístamente de su profesión, aunque OnlyFans declaró que las restricciones no estuvieron relacionadas con el incidente, sino que eran parte de un «proceso evolutivo de la compañía».
En abril de 2021, Danielle Bregoli, conocida como Bhad Bhabie, rompió el récord de Thorne al ganar más de un millón de dólares en las primeras seis horas de unirse a la plataforma. El récord generó críticas en redes sociales hacia sus suscriptores debido a que Bregoli había alcanzado la mayoría de edad la semana anterior.

### Preocupaciones sobre abuso sexual infantil
En abril de 2020, BBC Three publicó un documental donde exponía que un tercio de los perfiles de Twitter que anunciaban globalmente 'nudes4sale' (o similar) pertenecían a personas menores de edad, y muchos de ellos usaban OnlyFans para compartir su contenido. En mayo de 2021, la BBC informó que OnlyFans «estaba fallando en prevenir que los usuarios menores de edad vendieran y aparecieran en videos explícitos». Esto incluyó informes de la policía del Reino Unido, las escuelas y Childline. Sin embargo, el Centro Nacional para Niños Desaparecidos y Explotados reportó menos de cien casos de material de abuso sexual infantil en OnlyFans por año, mientras las empresas propiedad de MindGeek presentaron alrededor de 13 000 casos, Twitter 65 000 y Facebook veinte millones de casos, alrededor del 95 % del total.
El 10 de agosto de 2021, la congresista estadounidense Ann Wagner, conocida por presentar el proyecto de ley «Permitir que los estados y las víctimas luchen contra el tráfico sexual en línea» (FOSTA, por sus siglas en inglés), anunció una coalición bipartidista que presionó al Departamento de Justicia para que investigara a OnlyFans por explotación infantil, citando informes de organizaciones policiales y seguridad infantil de tráfico sexual y abuso basado en imágenes. Más de cien congresistas firmaron la petición. El grupo de cabildeo cristiano Exodus Cry y el Centro Nacional de Explotación Sexual, fundado como una organización católica, fueron citados como influyentes en la campaña contra el sitio web.

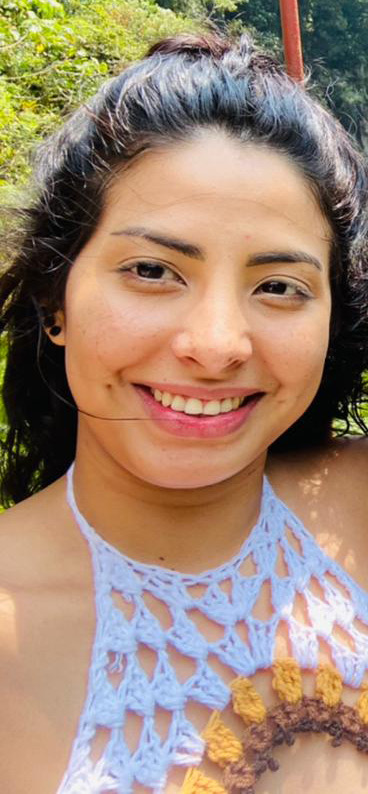
La pornógrafa Luisa Espinoza causó rechazo en Ecuador, luego de promocionar la plataforma con contenido explícito utilizando a menores de edad.

En 2022, la creadora de contenido pornográfico, Luisa Espinoza, cometia actos de agresiones sexuales hacia menores de edad y promocionó su cuenta de OnlyFans utilizando niños y adolescentes menores de edad en actos sexualmente indebidos, lo que causó el rechazo de los usuarios y posteriormente su encarcelación en 2023, donde junto a los influencers Ydris Mina y Samuel Chávez Alias Yio Compitaa, se les encontró más de diez mil videos de pornografía infantil en sus dispositivos electrónicos, al ser allanada sus viviendas durante una investigación realizada por las autoridades ecuatorianas en conjunto con autoridades estadounidenses por crímenes transnacionales con menores de edad.

### Plan de prohibición de contenido pornográfico
Poco después de una creciente campaña contra OnlyFans debido a la presunta prevalencia de contenido que contenía agresiones sexuales, el 19 de agosto de 2021, la compañía anunció que a partir del 1 de octubre de 2021 no permitirá contenido sexualmente explícito en su plataforma. La compañía impulsó la actualización a través de nuevos términos de servicio, sin embargo, permitirá la desnudez en algunos contextos. El cambio se anunció inicialmente como consecuencia de la presión de empresas de tarjetas de crédito, incluida Mastercard, y el director ejecutivo Tim Stokely diría más tarde a Financial Times que se debía a la retirada del apoyo de bancos de inversión como BNY Mellon y JP Morgan Chase.
La prohibición tuvo un amplio eco en las redes sociales y estuvo acompañada de episodios de acoso hacia las trabajadoras sexuales de la plataforma. La decisión fue recibida negativamente por parte de los creadores y consumidores de OnlyFans. Seis días después del anuncio inicial, la plataforma anunció que revertirían la determinación y que se permitiría contenido pornográfico en el sitio por tiempo indefinido, citando que habían «asegurado las garantías necesarias» para continuar.

## Usuarios
Como comunidad virtual, OnlyFans es utilizado generalmente por modelos pornográficas, tanto aficionadas como profesionales, pero también tiene un mercado con chefs, entusiastas del fitness, artistas, músicos, cosplayers y jugadores de videojuegos. Los usuarios deben ser mayores de edad para registrarse, independientemente del contenido que consuman. En marzo de 2020, al comienzo de la pandemia de COVID-19, el número de creadores de contenido de OnlyFans aumentó en un 40% y el número de usuarios en el sitio se multiplicó por diez durante ese año.